# مرکوری استیم
مرکوری استیم (انگلیسی: MercurySteam) یک شرکت تولید کننده صنعت بازی ویدئویی می باشد که در سال ۲۰۰۲ در سن سباستین د لو ریس تاسیس شد. از معروف ترین بازی های ساخته شده توسط این شرکت می توان به کسلوانیا: اربابان سایه و متروید: بازگشت ساموس اشاره کرد. دیو کاکس، تهیه کننده سابق شرکت کونامی از اعضای اصلی این شرکت می باشد.